# Amylohyphus africanus
Amylohyphus africanus är en svampart som beskrevs av Ryvarden 1978. Amylohyphus africanus ingår i släktet Amylohyphus och familjen Stereaceae.   Inga underarter finns listade i Catalogue of Life.